# 长叶薹草
长叶薹草（学名：Carex hattoriana）是莎草科薹草属的植物。分布在台湾岛、日本等地，一般生长在低海拔处的以及林缘，目前尚未由人工引种栽培。